# Ђорђе Јовановић (књижевник)
Ђорђе Јовановић (Београд, 27. октобар 1909 — Слатине, 23. јул 1943) био је књижевник и књижевни критичар, један од представника покрета српски надреализам који је деловао у Београду у периоду 1929—1932. године.

## Биографија
Рођен је 1909. године у официрској породици, школовао се у Београду, где је 1933. дипломирао на Филозофском факултету. Временом се опредељује за КПЈ због чега је провео три године у затвору у Сремској Митровици од 1933-1936.
Ђорђе Јовановић, током Другог светског рата је постао политички комесар Космајског одреда. Убијен је у сукобу са недићевским жандармима 1943. године.

## Дела
- Плати па носи, роман, Просвета, 1948.
- Студије и критике, збирка критика, Просвета, 1949.
- Против обмана, збирка критика, Просвета, 1951.
- Снебапауребра, поезија, Нолит, 1979.